# Конрад II (Ритберг)
Вижте пояснителната страница за други личности с името Конрад II.
Конрад II фон Ритберг (на немски: Konrad II von Rietberg; † 24 април 1313) е от 1282 до 1313 г. управляващ граф на Графство Ритберг.

## Биография
Той е първият син на граф Фридрих I фон Ритберг († 1282) и съпругата му Беатрикс фон Хорстмар († 1277). Брат е на Ото († 1308), княжески епископ на Мюнстер (1301 – 1306), Симон († сл. 1336), каноник в Оснабрюк, Мюнстер, Падерборн, Фридрих II († 1322), граф на Ритберг (1302 – 1322), Беатрикс († 1312/25), омъжена ок. 1270 г. за граф Ото IV фон Текленбург († 1307) и на Аделхайд († 1330/35), абатеса на Св. Егиди в Мюнстер.
Внук е на граф Конрад I фон Ритберг.
След смъртта на баща му 1282 г. той става граф на Ритберг. През 1302 г. той управлява заедно с брат си Фридрих II († 1322). Конрад II умира през 1313 г. и дава своята част от графството на син си Ото I. Погребан е в манастир абатсвото Мариенфелд.

## Фамилия
Конрад II се жени преди 1281 г. за Мехтхилд († 25 януари или февруари 1304). Те имат децата:
- Конрад († 27 септември 1353), духовник в Майнц, каноник в манастир Мешеде
- Фридрих († 4 април 1365/1 юни 1366), катедрален дехант в Падерборн
- Беатрикс († 13 юни 1328/30), омъжена 1296 г. за роднината си граф Вилхелм фон Арнсберг († 1338)
- Кунигунда († сл. 1 декември 1297), спомената 1281 – 1304
- Мехтхилд († сл. 1 декември 1297)
- Елизабет (Лиза) († сл. 1 декември 1297), спомената 1281 – 1313
- Ото I († 31 декември 1347), граф на Ритберг (1313 – 1347), женен пр. 1326 г. за Аделхайдис фон Халермунд († 25 април 1342)
- Хайнрих, споменат 1304
- Понцелина († 1353), омъжена ок. 1338 за Вернер фон дер Асебург († сл. 7 април 1358), син на рицар Буркхард фон дер Асебург († 1317) и Агнес фон Бюрен († 1316)
- Ерменгард фон Ритберг († сл. 1303), омъжена ок. 1260 г. за граф Лудолф V фон Дасел (VI) († 1299/1300)